# Phleum nodosum
Espèce
La fléole noueuse (Phleum nodosum) ou fléole bulbeuse ou fléole tardive est une sous espèce de la fléole des prés (Phleum pratense subsp. serotinum). C'est une plantes graminées vivaces de la famille des Poaceae.

## Description
Comme la fléole des prés les feuilles sont d'un vert assez pâle. Les jeunes feuilles sont enroulées dans la gaine puis elles se développent en spirales. La base de la plante est souvent renflée en forme de bulbe. La fléole des prés est une hémicryptophyte. L'inflorescence forme une touffe. C'est une plante de jours longs. Les fleurs sont à pollinisation anémophile avec de longues étamines. L'épillet est à fleur unique. La période de floraison s'étend de juin à septembre.
Les fruits sont des caryopses, qui se propagent par le vent grâce à leurs glumes qui sont pourvues de poils raides sur le dos.  Cela facilite également leur dissémination par "velcro" sur les animaux. La maturation des fruits s'étend d'août à octobre. 

## Caractéristiques
- Organes reproducteurs
  - Couleur dominante des fleurs : vert, bleu
  - Période de floraison : tardive juin-septembre
  - Inflorescence : épi d'épillets
  - Sexualité : hermaphrodite
  - Ordre de maturation : protandre
  - Pollinisation : anémogame
- Graine
  - Fruit : caryopse
  - Dissémination : épizoochore
- Habitat et répartition
  - Habitat type : Pelouses basophiles mésoméditerranéennes, mésohygrophiles; Prairies à fourrages des montagnes.
  - Aire de répartition : Européen.
  - Les variétés cultivées sont implantées avec succès dans plupart des pays européens, régions nordiques ainsi qu'en montagne. Elles supportent des sols à pH acide, jusqu'à pH 3,8 et humides, même inondés l'hiver. La fléole noueuse résiste très bien au froid et pousse dès que la température est positive[3].

## Utilisation
Elle est utilisée plus particulièrement en mélange avec différentes espèces pour une utilisation en gazon de sport car elle résiste bien au froid et au piétinement. Son feuillage est assez grossier. Sa pérennité est assez longue, mais son implantation est plutôt lente. Son épiaison est tardive. Elle s'accommode des terres acides jusqu'à un pH de 3,8 et résiste bien à l'inondation. C'est également une bonne plante fourragère.
Plusieurs variétés figurent au catalogue européen des espèces et variétés et 9 variétés au catalogue officiel français.